# Kukučínov
Kukučínov (dříve Oros, maďarsky Nemesoroszi) je obec na Slovensku v okrese Levice. Žije v něm 564 obyvatel. V katastrálním území Kukučínov leží přírodní rezervace Hlohyňa.

## Pamětihodnosti

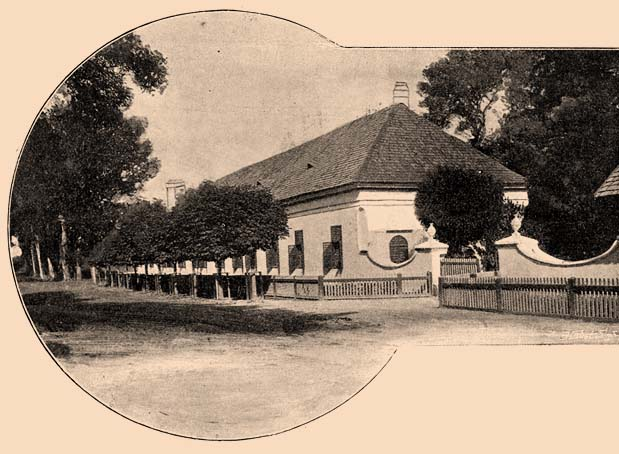
Místní kurie na historické fotografii

- Římskokatolický kostel Nanebevzetí Panny Marie, jednolodní barokně–klasicistní stavba se segmentově ukončeným presbytářem a věží tvořící součást její hmoty. Kostel pochází z roku 1775; stavebními úpravami prošel v roce 1801. Interiér je zaklenut pruskou klenbou. Hlavní oltář je klasicistní z roku 1779 s obrazem Nanebevzetí Panny Marie. Kazatelna je rokoková. Kamenná křtitelnice s dřevěným víkem pochází z konce 18. století. Fasády kostela jsou hladké, věž s terčíkovou římsou je ukončena zvonovitou helmicí.
- Reformovaný kostel, jednolodní klasicistní stavba s pravoúhlým závěrem, bez věže, z roku 1786. Vnitřní zařízení kostela pochází z 19. a 20. století. Interiér je plochostropý. Obnovován byl v roce 1860. Fasády kostela jsou členěny stylizovanými pilastry. Portál je řešen jako atypicky dekorovaná edikula s trojúhelníkovou supraportou.
- Římskokatolický kostel Panny Marie Patronky Maďarů v části Malý Pesek, pravděpodobně z 18. století – jednolodní klasicistní stavba s polygonálně ukončeným presbytářem a mírně představenou věží. Fasády kostela jsou lemovány nárožním kvádrováním, věž je ukončena jehlancovou helmicí.
- Zemanská kurie – jednopodlažní stavba na půdorysu písmene L, s valbovou střechou z konce 18. století. Ve druhé polovině 20. století byla kurie přestavěna a ztratila část svých památkových hodnot.